# Skarb kapitana Martensa
Skarb kapitana Martensa – polski film sensacyjny z 1957 roku na podstawie powieści Janusza Meissnera S/T Samson wychodzi w morze.

## Opis fabuły
Na pełnym morzu umiera kapitan Martens. Przed śmiercią przekazuje swojemu wychowankowi Pawłowi zeszyt, w którym zapisał swoje doświadczenia morskie. Wokół zeszytu rośnie atmosfera tajemnicy. Podejrzewa się, że w zeszycie Martens zapisał miejsce skarbu. Dochodzi do kradzieży zeszytu, ale w czasie bójki wpada on do morza. Tylko Paweł wie, że informacje w nim zawarte były bezwartościowe.

## Obsada
- Barbara Połomska - Baśka, córka Dominika, kierowniczka sieciarni
- Tadeusz Schmidt - Paweł Czernik
- Szczepan Baczyński - mechanik Szczepan Gawęda
- Kazimierz Fabisiak - Dominik
- Stanisław Jasiukiewicz - Gac
- Emil Karewicz - Pieloch
- Eugeniusz Szewczyk - chłopiec okrętowy Mucha
- Hanna Bedryńska - sekretarka w "Dalmorze"
- Antoni Biliczak - inspektor w "Dalmorze"
- Adam Dzieszyński - rybak
- Mieczysław Kalenik - bosman
- Wanda Łuczycka - żona Dominika
- Józef Pilarski - Knotek, pracownik sieciarni
- Jarema Stępowski - kucharz okrętowy
- Kazimierz Talarczyk - rybak na "Neptunie"
- Feliks Żukowski - kapitan Gustaw Martens

i inni